# Фузаріоз
Фузаріоз — захворювання рослин (культурних і дикорослих), яке викликається грибами роду Fusarium.

## Фузаріоз колоса пшениці
Уражаються всі зернові колосові культури. Через 7-10 днів після зараження оранжево-рожева маса конідій формується на уражених колосках. Гриби можуть зимувати міцелієм, хламідоспорами, перитеціями на інфікованих рослинних рештках, насінні. Конідії поширюються вітром на чималі відстані.

## Фузаріоз паростків кукурудзи
Низька температура в період проростання насіння, підвищена вологість і кислотність ґрунту посилюють розвиток захворювання. На поверхні зернівки з'являється слабкий наліт гриба рожевого або білого кольору. Незабаром після виходу паростка кукурудзи на поверхню він буріє і відмирає. Якщо паросток виживає, то він має слабо розвинену кореневу систему, хворі рослини затримуються в рості, листя засихають, деякі рослини вилягають.

## Фузаріоз гороху (коренева гниль і трахеомікозне в'янення)
Джерела інфекції: заражені ґрунт, насіння і рослинні залишки.

Захворювання проявляється в двох видах: кореневої гнилі та трахеомікозного в'янення. Види Fusarium викликають суху гниль коренів і кореневої шийки рослин гороху в фазі паростків. Уражені рослини легко висмикуються з ґрунту. Трахеомікозне в'янення частіше проявляється в період цвітіння і формування бобів. Листя втрачає тургор, знічується верхівка, рослина швидко в'яне. На поперечному розрізі стебла видно потемнілі судини. При підвищеній вологості на уражених органах утворюється оранжево-рожевий наліт спороношення гриба. Конідії у грибів безбарвні, веретеноподібні або серпоподібні, з кількома перегородками, розмір варіює. Багато видів утворюють мікроконідії і хламідоспори.